# 菊川 (墨田区)
菊川（きくかわ）は、東京都墨田区の地名で、旧本所区に当たる本所地域内である。現行行政地名は菊川一丁目から菊川三丁目。住居表示実施済み区域。

## 概要
本所南部エリアにおいて、昭和期に地下鉄が整備された数少ない場所であったため、公共交通の要所として発展していった。
旧本所区内では、住民にとって馴染み深い本所の名を、「本所菊川」のように冠称する習慣が根強く存在する。

## 地理
本所地域の南端に位置し、江東区（住吉・森下）との区境に当たる。
河川・橋
- 大横川
  - 菊柳橋
  - 菊川橋

## 歴史
江戸時代初期は本所南横堀と呼ばれた。もと紅葉山御掃除之者の拝領町屋敷があったが、1683年（天和3年）青山に代地を与えられて青山六軒町と称し、南横堀は中間・小人に拝領された。1696年（元禄9年）町屋となり、菊川町と名付けられた。1764年（明和元年）より現在の三丁目に長谷川宣以が居住し、後に遠山景元の下屋敷となった。
菊川町はもと大横川沿いに南北に細長く広がっていたが、1933年（昭和8年）区画整理により西側の徳右衛門町・林町の一部を統合、北部を竪川（現：立川）に譲って菊川一丁目から三丁目に編成され、東西に長い町域となった。1967年（昭和42年）そのまま住居表示を実施して現在に至る。
町名の「菊川」とは、町西方に流れていたという川の名に由来する。

## 世帯数と人口
2025年（令和7年）3月1日現在（墨田区発表）の世帯数と人口は以下の通りである。
| 丁目       | 世帯数    | 人口    |
| ---------- | --------- | ------- |
| 菊川一丁目 | 1,210世帯 | 1,886人 |
| 菊川二丁目 | 1,640世帯 | 2,471人 |
| 菊川三丁目 | 2,516世帯 | 4,081人 |
| 計         | 5,366世帯 | 8,438人 |

### 人口の変遷
国勢調査による人口の推移。
| 年                 | 人口  |
| ------------------ | ----- |
| 1995年（平成7年）  | 5,452 |
| 2000年（平成12年） | 5,776 |
| 2005年（平成17年） | 6,526 |
| 2010年（平成22年） | 6,863 |
| 2015年（平成27年） | 7,246 |
| 2020年（令和2年）  | 8,069 |

### 世帯数の変遷
国勢調査による世帯数の推移。
| 年                 | 世帯数 |
| ------------------ | ------ |
| 1995年（平成7年）  | 2,291  |
| 2000年（平成12年） | 2,563  |
| 2005年（平成17年） | 3,121  |
| 2010年（平成22年） | 3,513  |
| 2015年（平成27年） | 3,911  |
| 2020年（令和2年）  | 4,724  |

## 学区
区立小・中学校に通う場合、学区は以下の通りとなる（2022年9月時点）。
| 丁目       | 番地 | 小学校             | 中学校             |
| ---------- | ---- | ------------------ | ------------------ |
| 菊川一丁目 | 全域 | 墨田区立中和小学校 | 墨田区立竪川中学校 |
| 菊川二丁目 | 全域 | 墨田区立中和小学校 | 墨田区立竪川中学校 |
| 菊川三丁目 | 全域 | 墨田区立菊川小学校 | 墨田区立竪川中学校 |

## 事業所
2021年（令和3年）現在の経済センサス調査による事業所数と従業員数は以下の通りである。
| 丁目       | 事業所数  | 従業員数 |
| ---------- | --------- | -------- |
| 菊川一丁目 | 106事業所 | 794人    |
| 菊川二丁目 | 121事業所 | 981人    |
| 菊川三丁目 | 170事業所 | 1,850人  |
| 計         | 397事業所 | 3,625人  |

### 事業者数の変遷
経済センサスによる事業所数の推移。
| 年                 | 事業者数 |
| ------------------ | -------- |
| 2016年（平成28年） | 441      |
| 2021年（令和3年）  | 397      |

### 従業員数の変遷
経済センサスによる従業員数の推移。
| 年                 | 従業員数 |
| ------------------ | -------- |
| 2016年（平成28年） | 3,723    |
| 2021年（令和3年）  | 3,625    |

## 施設
行政
- 東京法務局 墨田出張所

公園
- 墨田区立中和公園

教育
- 墨田区立中和小学校

## 交通
鉄道
- 都営地下鉄新宿線  菊川駅

バス
- 都営バス（錦11）
  - 菊川一丁目停留所（錦11：亀戸駅前行）
- 都営バス（業10・業10出入・錦11]）
  - 菊川駅前停留所
- 都営バス（錦11）
  - 菊川三丁目停留所

道路
- 東京都道・千葉県道50号東京市川線（新大橋通り）
- 東京都道319号環状三号線（三ツ目通り）

## その他

### 日本郵便
- 郵便番号 : 130-0024[3]（集配局 : 本所郵便局[14]）。

### 警察・消防
- 本所警察署 - 同町周辺の管轄に当たる。（所在地：横川）
- 本所消防署 - 同町周辺の管轄に当たる。（所在地：横川）